# ناکجاآباد همیشگی
ناکجاآباد همیشگی (به انگلیسی: Forever Neverland) دومین آلبوم استودیویی از خواننده-ترانه‌پرداز دانمارکی مو می‌باشد که در ۱۹ اکتبر سال ۲۰۱۸ از سوی کلمبیا رکوردز منتشر گردید. ناکجاآباد همیشگی نخستین آلبوم کامل مو به‌دنبال اساطیری برای دنبال نیست (۲۰۱۴) می‌باشد و پس از وقتی جوان بودم (۲۰۱۷) منتشر شده است. این آلبوم پس از تک‌آهنگ‌های «نوستالژی»، «خورشید در چشمان ما» با دیپلو، «سقوط»، «دوست خیالی» و «تار» منتشر شد. مو در این آلبوم با خوانندگانی نظیر چارلی ایکس‌سی‌ایکس، وات سو نات، تو فیت و امپرس آو همکاری نموده است.